# Archiborborus edwardsi
Archiborborus edwardsi är en tvåvingeart som beskrevs av Richards 1931. Archiborborus edwardsi ingår i släktet Archiborborus och familjen hoppflugor. Inga underarter finns listade i Catalogue of Life.